# Atletico Forte dei Marmi 1976
Questa voce raccoglie le informazioni riguardanti l'Atletico Forte dei Marmi nelle competizioni ufficiali della stagione 1976.

## Maglie e sponsor
Lo sponsor ufficiale per la stagione 1976 fu la Nardini.
| 1ª divisa |

## Rosa
| N° | Naz.                  | Ruolo | Sportivo          |  |  |  |
| -- | --------------------- | ----- | ----------------- |  |  |  |
|    | Italia (bandiera)     | E     | Baldini           |  |  |  |
|    | Italia (bandiera)     | E     | Alessandro Barsi  |  |  |  |
|    | Italia (bandiera)     | E     | Bresciani         |  |  |  |
|    | Italia (bandiera)     | E     | Agostino Checchi  |  |  |  |
|    | Italia (bandiera)     | E     | Consigli          |  |  |  |
|    | Portogallo (bandiera) | E     | Fernando Da Costa |  |  |  |
|    | Italia (bandiera)     | E     | Luisi             |  |  |  |
|    | Italia (bandiera)     | P     | Nardini           |  |  |  |
|    | Italia (bandiera)     | E     | Luciano Stagi     |  |  |  |

- Allenatore:  Verona